# ستيفن صبا
ستيفن صبا (بالفرنسية: Steeven Saba؛ بالإنجليزية: Steeven Saba) هو لاعب كرة قدم هايتي وأمريكي في مركز الوسط، ولد في 24 فبراير 1993 في بورت أو برانس في هايتي. شارك مع منتخب هايتي لكرة القدم. أما مع النوادي، فقد لعب مع إمباكت مونتريال ونادي فيوليت.

## وصلات خارجية
- ستيفن صبا على موقع الدوري الأمريكي (الإنجليزية)
- ستيفن صبا على موقع قاعدة بيانات كرة القدم.إي يو (الإنجليزية)
- ستيفن صبا على موقع ناشيونال فوتبول تيمز (الإنجليزية)
- ستيفن صبا على موقع Soccerway.com (الإنجليزية)
- ستيفن صبا على موقع عالم كرة القدم.نت (الإنجليزية)